# دفاع الإرادة الحرة لألفين بلانتينغا
دفاع الإرادة الحرة هي حجة منطقية طوّرها ألفين بلانتينغا، الفيلسوف التحليلي الأمريكي، ونُشرت في صورتها النهائية في كتابه الصادر في العام 1977 بعنوان «الله، والحرية، والشر». تعدّ حجة بلانتينغا ردًّا على مشكلة الشر كما صاغها الفيلسوف جاي إل ماكي في العام 1955. وفقًا لصياغة ماكي لمشكلة الشر، فإن الصفات الثلاث للربّ: العلم اللانهائي، والقدرة الكلية، والخير الكلي، في الإيمان المسيحي الأرثوذكسي هي غير متّسقة منطقيًا مع وجود الشر. وفي معرض الردّ على السؤال، «لماذا لم يخلق الله عالمًا بلا خطيئة، باعتبار أن مثل هذا العالم ممكن منطقيًا؟»، يفترض بلانتينغا أنه في أي عالم محتمل يمكن أن يخلقه الرب، فإن البشر في النهاية سيقترفون الخطيئة بمحض إرادتهم. وهكذا بالرغم من أن العوالم الخالية من الخطيئة ممكنة منطقيًا، فإنه ليس ملائمًا للرب أن يخلقها. يصف بلانتينغا هذا الوضع بأنه «فساد عابر للعوالم».

## حجة ماكي بخصوص مشكلة الشر
الحجة المنطقية لمشكلة الشر التي يطرحها جاي إل ماكي، والتي يردّ عليها دفاع الإرادة الحرة، هي حجة تعارض وجود الإله المسيحي انطلاقًا من فكرة وجود تناقض منطقي بين أربع معتقدات دينية في اللاهوت المسيحي الأرثوذكسي. على وجه الخصوص، تؤكد مشكلة الشر أن الافتراضات التالية، في ذاتها، غير متسقة أو متناقضة منطقيًا:
1. الله ذو علمٍ لانهائي (كليّ المعرفة)
2. الله كلّي القدرة (ذو قدرة مُطلقة)
3. الله كلّي الخير (كاملٌ أخلاقيًا)
4. يوجد شر في العالم.

يتفق معظم علماء اللاهوت المسيحيين التقليديين مع هذه الافتراضات الأربعة. تؤكد مشكلة الشر أن الإله الذي يتّصف بالصفات (1-3)، لا بُدّ وأنه عالمٌ بوجود الشر، وقادرٌ على منعه، ولأنه كاملٌ أخلاقيًا، سيتّسم بالدافع لفعل ذلك. تستنتج مشكلة الشر أن وجود الله المسيحي لا يتوافق مع وجود الشر ويمكن استبعاده منطقيًا.

## ردّ بلانتينغا بحجة دفاع الإرادة الحرة
ينطلق دفاع الإرادة الحرة لبلانتينغا من التأكيد على أن حجة ماكي فشلت في إثبات تناقض منطقي صريح بين الله ووجود الشر. أي أن بلانتينغا يُظهر أن الافتراضات (1-4) ليست متناقضة في حد ذاتها، وأن أي تناقض لا بُدّ وأنه ناجمٌ عن افتراضات ضمنية غير معلنة للشخص غير اللاهوتي، وهي افتراضات تمثّل مقدمات غير مذكورة في الحجة نفسها. مع استبعاد التناقض الصريح، ينبغي على الشخص غير اللاهوتي إضافة مقدمات منطقية للحجة حتى تنجح. ومع ذلك، إذا لم يستفِض بلانتينغا في حجته، فإن الانطباعات البديهية للشخص غير اللاهوتي بوجود التناقض تبقى بلا إجابة. وهكذا سعى بلانتينغا إلى معالجة ذلك عبر تقديم نقطتين إضافيتين.
أولًا، أشار بلانتينغا إلى أن الربّ، رغم قدرته المطلقة، ليس مطلوبٌ منه الإتيان بجميع الأفعال. وهكذا فإنه ليس مطلوبٌ من الربّ، على سبيل المثال، خلقَ دوائر مربعة، أو التصرف على عكس طبيعته، أو فيما يتعلق بالموضوع، أن يخلق كائنات تحظى بإرادة حرة لا تقارِفُ الشر أبدًا. وتوسّع بلانتينغا في الفكرة الأخيرة، بأن القيمة الأخلاقية لإرادة البشر الحرة هي تبريرٌ متّزن معقول بأن الربّ كان بإمكانه الاستنادُ إلى سبب أخلاقي مبرر للسماح بوجود الشر. لم يزعم بلانتينغا إثباته أن استنتاج مشكلة الشر خاطئ، ولم يذهب إلى أن سبب سماح الرب بوجود الشر هو في واقع الحال للحفاظ على الإرادة الحرة. إنما سعت حجته لإظهار بطلان مشكلة الشر.
حظي دفاع بلانتينغا بتأييد شديد في أوساط الفلاسفة واللاهوتيين المسيحيين الأكاديميين. طرح معارضو اللاهوت المعاصرون حججًا تدعي أنهم يعتبرون المقدمات المنطقية الإضافية قد أفضت إلى وجود افتراضات إيمانية متناقضة بشكل واضح من خلال الإضافة إلى الافتراضات 1-4. بالإضافة إلى دفاع الإرادة الحرة، ثمة حجج أخرى تزعم تقويض أو دحض حجة مشكلة الشر. يعتبر دفاع الإرادة الحرة لبلانتينغا أشهر هذه الردود، على الأقل بسبب شموليته في وصف والرد على الأسئلة والقضايا ذات الصلة في كتابه الله، والحرية، والشر.

## تفاصيل إضافية
على عكس نظرية الثيودسيا (تبرير تصرفات الله)، يقدّم بلانتينغا دفاعًا، ويُسهِم في اقتراح جديد يهدف إلى إثبات أنه من الممكن منطقيًا أن يخلق إلهٌ كلّي الخير، ومُطلق القدرة، وكليّ المعرفة عالَمًا يحتوي على الشر. وبصورة ملحوظة، لا يضطر بلانتينغا إلى التأكيد على أن اقتراحه الجديد صحيح، إنما أنه صحيح منطقيًا. وبهذه الطريقة، يختلف منهج بلانتينغا عن منهج الثيودسيا التقليدية، والتي قد تسعى لإثبات أن الافتراضات الجديدة صحيحة، وأن الحجة وجيهة، ومعقولة من الناحية الشكلية، أو أن هناك مسوّغات قوية لطرحها. وهكذا يقلّ عبء الدليل على بلانتينغا، ومع ذلك فإن نهجه قد يبقى بمثابة دفاعٍ ضد زعْم ماكي بأن الوجود المتزامن للشر وإله كلي القدرة والخير هو «غير منطقي بتاتًا».

لخّص بلانتينغا دفاعه كما يلي:
إن العالم الذي يضمّ كائنات حرة بصورة كبيرة (والتي تمارس بحرية أفعال الخير أكثر من الشر) لَهو أكثر قيمة، والأهم من ذلك مساوٍ، من عالم ليس فيه مخلوقات حرة على الإطلاق. فالله له أن يخلق مخلوقات حرة، لكنه ليس له أن يجعلهم أو يحتّم عليهم فعل الصواب فقط. لأنه إذا فعل ذلك، فلن يكونوا أحرارًا على الإطلاق؛ فهم لا يفعلون ما هو صواب بحرية. لذلك، لِخلق مخلوقات قادرة على فعل الخير الأخلاقي، لا بُدّ أن يخلق مخلوقات قادرة على ارتكاب الشر؛ إذ لا يجوز له أن يمنح هذه المخلوقات حرية مقارفة الشر وفي نفس الوقت منعها من فِعل ذلك. وللأسف، اتضح أن بعض المخلوقات الحرة التي خلقها الله أساءت ممارسة حريتها؛ وهذا هو مصدر الشر. ومع إقرارنا بذلك، فإن حقيقة أن المخلوقات الحرة تسيء التصرف أحيانًا لا تتعارض مع قدرة الله المطلقة ولا ضد خيريّته؛ لأنه كان بإمكانه منع ارتكاب الشر بإزالة إمكانية الخير الأخلاقي.
تتلخّص حجة بلانتينغا في أنه بالرغم من كليّة مقدرة الله، فمن الممكن أنه لم يكن في وسعه خلْق عالم يضمّ الخير الأخلاقي، ولكن بلا شر؛ بالنتيجة، ليس ثمة تناقض منطقي عندما يخلق الله، بالرغم من خيريّته المطلقة، عالمًا فيه مخلوقات حرة تختار فعل الشر. تستند الحجة إلى الافتراضات التالية:
1. ثمة عوالم محتملة لا يستطيع حتى كائن كلي القدرة خلقها.
2. العالم الذي يضم مخلوقات حرة أخلاقيًا لا تمارس سو الخير الأخلاقي هو مثال عن هكذا عوالم.

يشير بلانتينغا إلى العبارة الأولى على أنها «هفوة لايبنتس» إذ افترض لايبنتس العكس. أما الاقتراح الثاني فهو أكثر إثارة للجدل. يرفض بلانتينغا المفهوم التوافقي للحرية والذي بموجبه يمكن لله مباشرةً أن يجعل الفاعلين يمارسون الخير فقط دون سلب حريتهم. على الرغم من أنه يتعارض مع حرية المخلوق إذا تسبب الله في، أو باستخدام مصطلحات بلانتينغا يدبّر بشكل كبير، خلْق عالمٍ لا تمارس فيه المخلوقات سوى الخير، فالله كلي المعرفة سيعرف الظروف التي قد تسيء فيها المخلوقات التصرف.